# Ten Foot Pole/Satanic Surfers
Ten Foot Pole/Satanic Surfers is een splitalbum en ep van de Amerikaanse punkband Ten Foot Pole en de Zweedse punkband Satanic Surfers. Het album werd op 1 mei 1995 op cd uitgegeven door het Zweedse platenlabel Bad Taste Records en bevat drie nog niet eerder uitgegeven nummers van beide bands.

## Nummers
Track 5 is als bonustrack te horen op de Japanse versie van Fragments and Fractions uit 2000. Voor alle nummers, behalve track 2, geldt dat ze allen op later uitgegeven compilatiealbums te horen zijn.
Ten Foot Pole
1. "Walkin" - 2:44
2. "Tunnel's End" - 2:05
3. "Gnarly Charlie" - 3:45

Satanic Surfers
1. "Truck Driving Punk" - 2:02
2. "Equal Rights" - 2:10
3. "Your Perfect World" - 2:36

## Muzikanten
| Ten Foot Pole - Scott Radinsky - zang - Tony Palermo - drums - Glen Murray - basgitaar - Steve Carnan - gitaar - Dennis Jagard - gitaar | Satanic Surfers - Fredrik Jakobsen - gitaar - Tomek Sokołowski - basgitaar - Magnus Blixtberg - gitaar - Rodrigo Alfaro - drums, zang - Anna Wagner - zang (track 5) |